# Isaak Hirsch

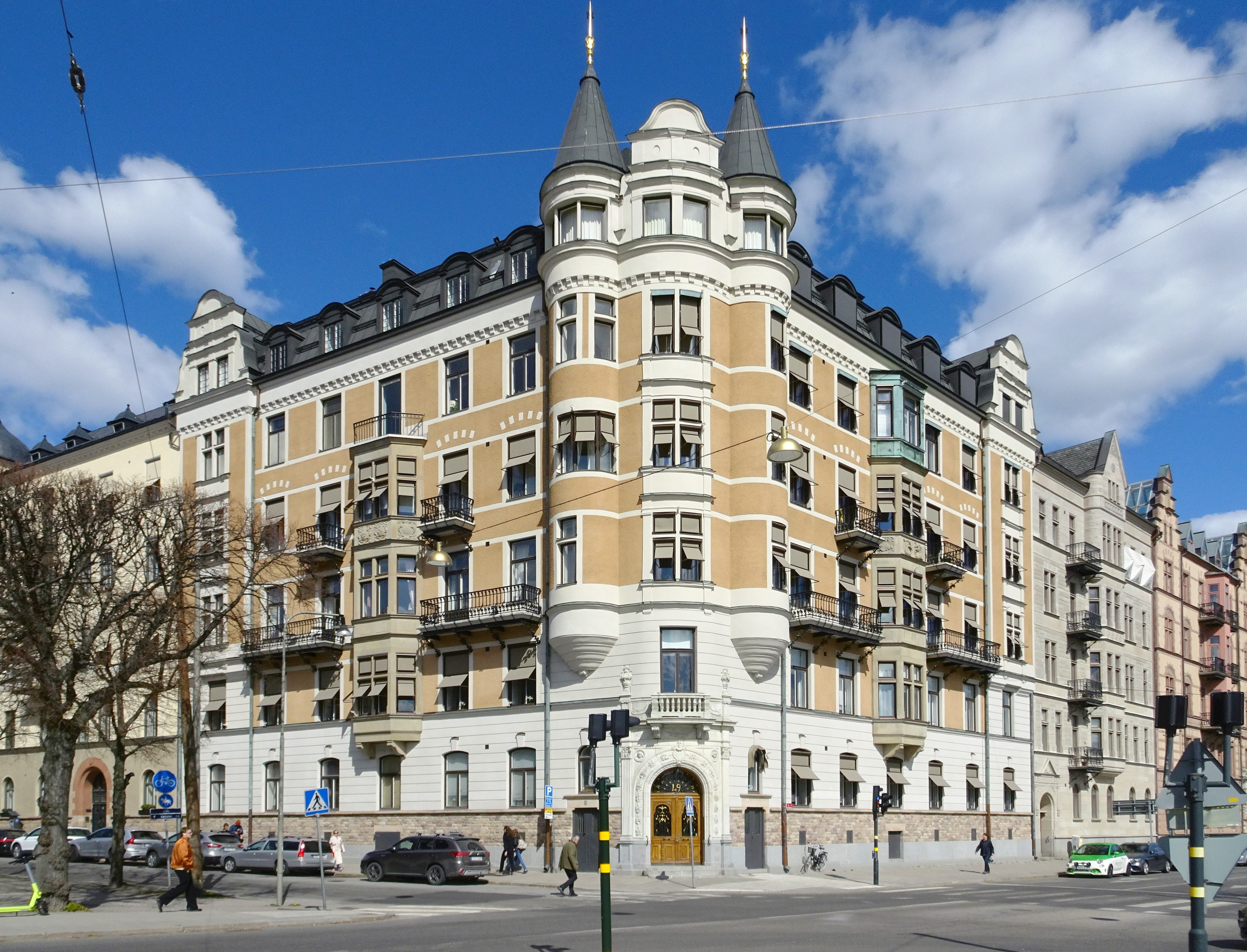
Strandvägen 49 (Bajonetten 1) byggd 1895 av och för Hirsch och var hans bostad.

Isaak David Hirsch, född den 2 december 1843 i Stockholm, död den 6 september 1917, var en svensk grosshandlare, byggmästare,  byggherre och filantrop. Han var bror till Oscar Hirsch, brorson till Abram Hirsch och farbror till Axel Hirsch. Hirsch var morfars farbror till Per Wästberg och Olle Wästberg. 

## Biografi

### Grosshandlare
Isaak Hirschs föräldrar var fabrikören och grosshandlaren Simon Hirsch och Therese Suber. Vid 18 års ålder startade han egen verksamhet i Stockholm under namnet I Hirsch & Co och började sälja bland annat järnspisar från Bolinders. Snart utökades verksamheten med import och export av spik och järnplåt. Sina vinster placerade han ofta i industrier och blev så småningom delägare i omkring 250 bolag.

### Byggherre och byggmästare
År 1893 lämnade han sin affärsverksamhet till kommanditbolaget Burman & Co som innehades av bankmannen Axel Burman, en tidigare medarbetare i Hirschs firma. Hirsch ägnade sig istället åt byggnads- och tomtspekulationer. Stockholms byggproduktion var i en expansiv fas, speciellt i stadens utkanter där nya gator och kvarter anlades. Billigt inköpta tomter kunde efter kort tid ge en god vinst. Exempelvis förvärvade han en rad ruckel och kyffen längs den gångstig vid Ladugårdslandsviken, som sedermera blev eleganta Strandvägen. Han lät där bygga sex fastigheter: Bodarne 10 och 14, Sergeanten 7, Bajonetten 1, Bajonetten 9 och Bajonetten 11. Själv flyttade han in i Bajonetten 1 (hörnet Strandvägen 49 / Narvavägen 1) och hade även sitt kontor där.
Isaak Hirsch blev snart en av de ledande byggherrarna och byggmästarna i Stockholm. Han kom även att investera i fastigheter i Sundsvall efter Sundsvallsbranden 1888 inklusive uppförandet av der efter honom uppkallade Hirschska huset vid Stora Torget. Hirsch tog även initiativ till bygget av Kungsbropalatset med Oscarsteatern i Stockholm 1905. Hans initialer ”I H” kan man se över scenöppningen. Den egna villan i Djursholm (fastigheten Eir 10, Danavägen 4C) byggde han 1896 med Rudolf Arborelius som arkitekt.

### Välgörare
Redan under sin livstid gjorde Hirsch flera stora donationer till barnhem, sommarkolonier och sjömanshem. En del av sin förmögenhet, nära 5 miljoner kronor, testamenterade han till bildandet av Stiftelsen Isaak Hirschs Minne, med uppgiften att “bereda billiga bostäder åt dem som sett bättre dagar, men ej längre hava råd bekosta hyran”. 
Aftonbladet utnämnde honom på 70-årsdagen 1913 till ”hela Stockholms Isaak Hirsch”. Enligt Dagens Nyheter var Isaak Hirsch en av få stockholmare som kunde omnämnas enbart med förnamn, då alla ändå visste vem man talade om. Hirsch led av diabetes, och sina sista år tillbragte han i rullstol, sedan båda benen amputerats. Han fann sin sista vila på Judiska församlingens begravningsplats i Solna.

## Bilder, Hirschs byggnader (urval)

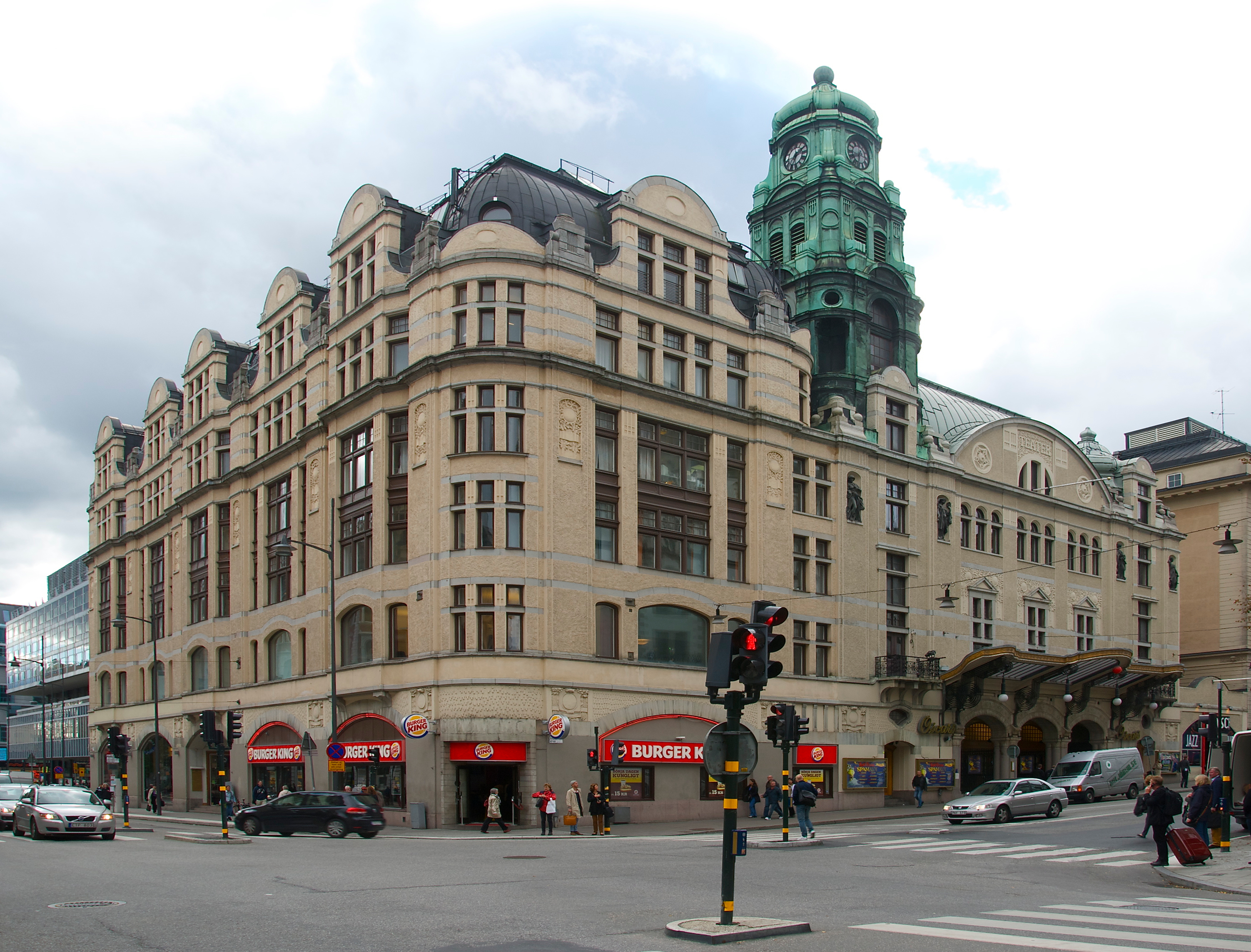
Kungsbropalatset, Stockholm
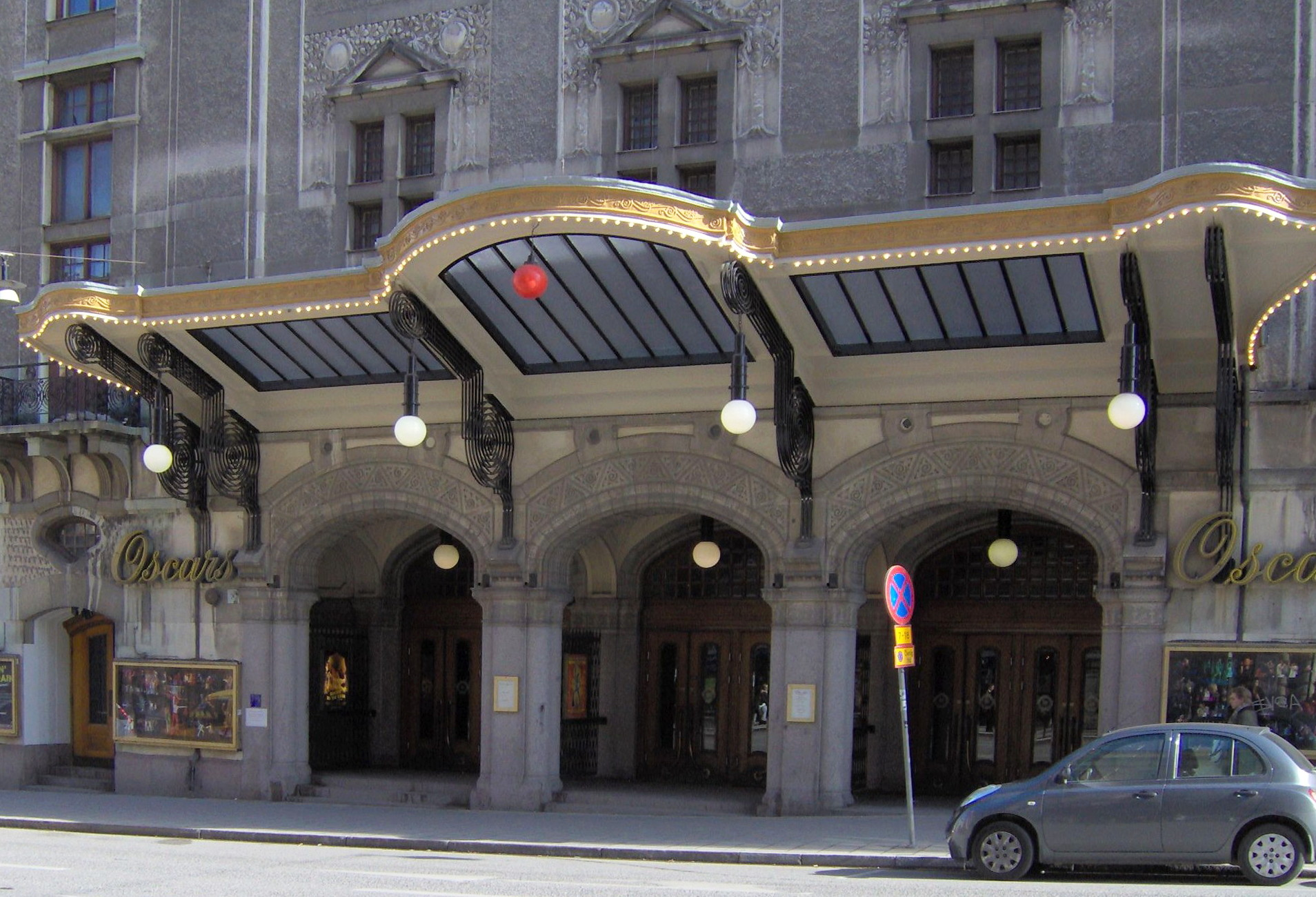
Oscarsteatern, Stockholm.
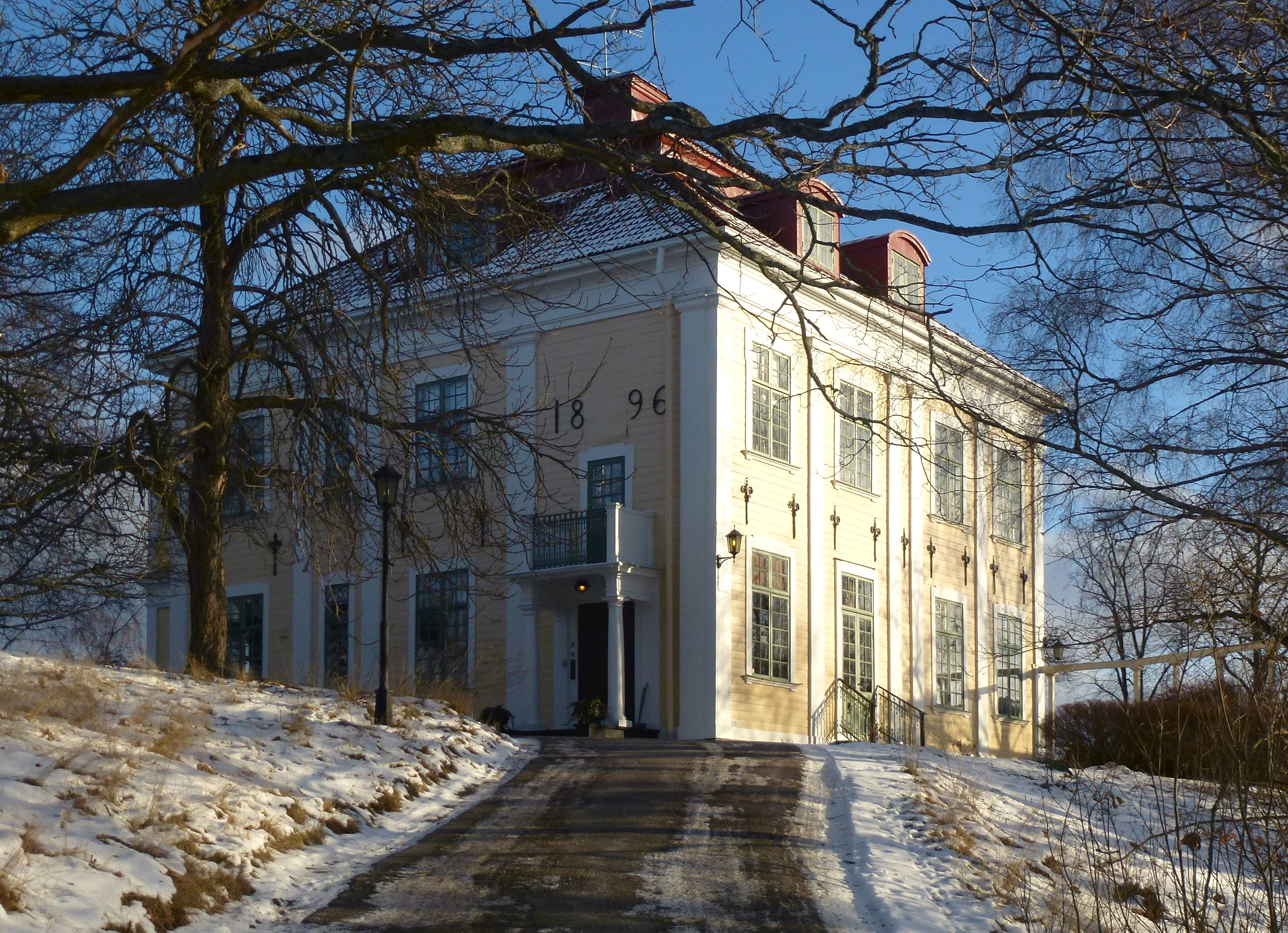
Eir 10, den egna villan i Djursholm
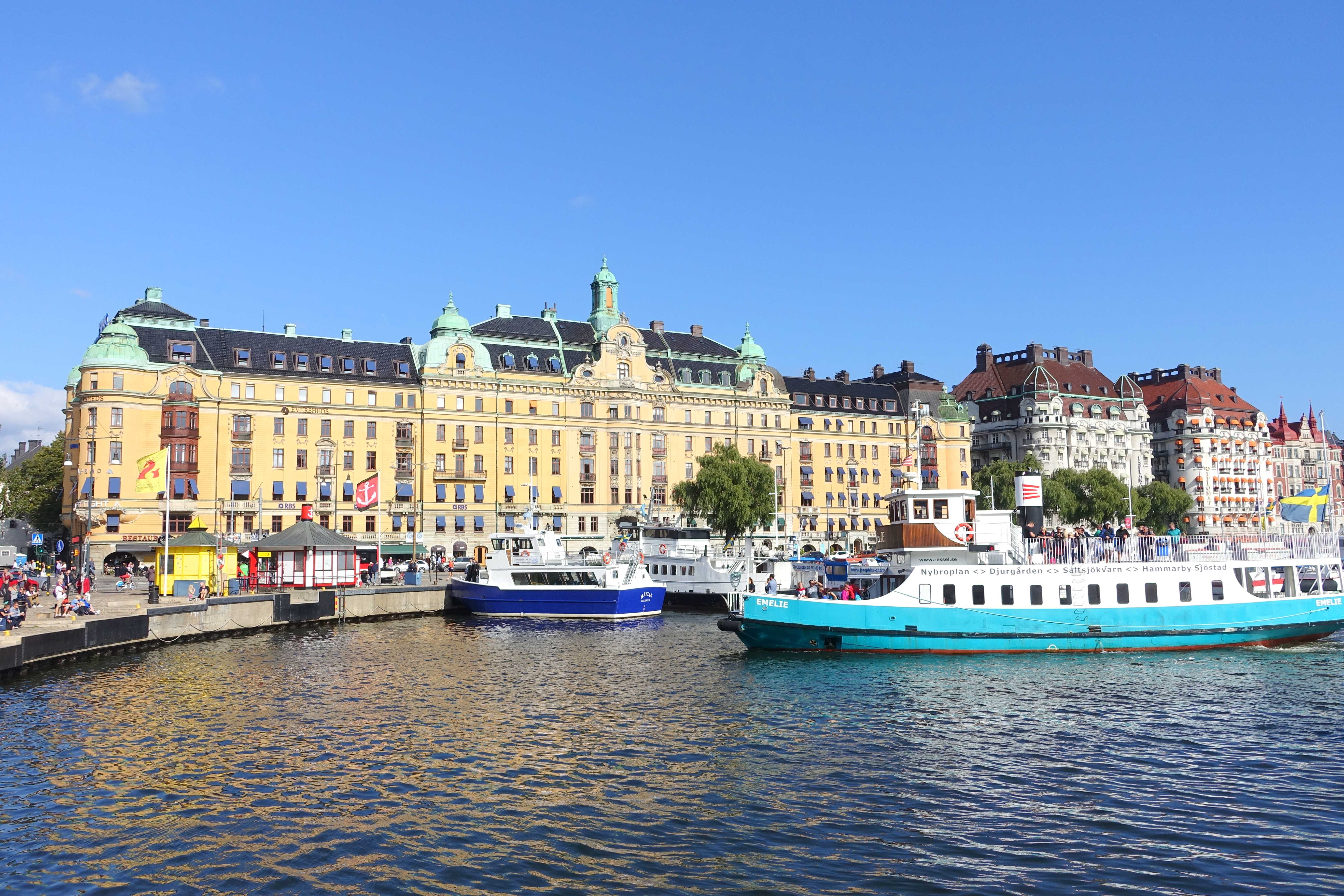
Kvarteret Bodarna, Stockholm
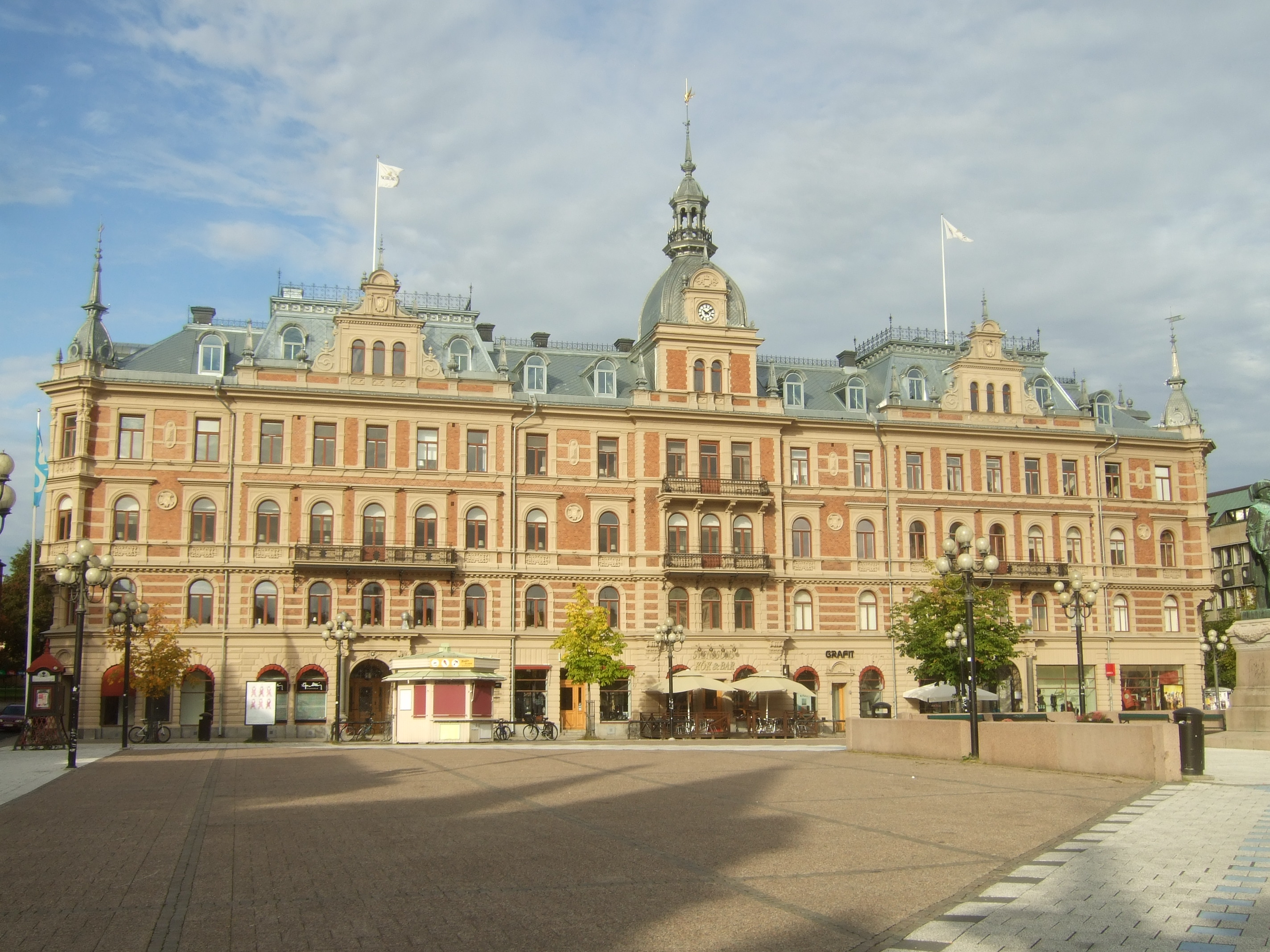
Hirschska huset i Sundsvall